# Будується міст (фільм)
«Будується міст» (рос. «Строится мост») — російський радянський художній фільм про спорудження в Саратові автодорожнього мосту через Волгу.
У зйомках фільму брали участь актори  Московського театру «Современник» і жителі Саратова.

## Сюжет
Сюжету як такого майже немає. У Саратові йде спорудження автодорожнього мосту через Волгу. На це будівництво на два дні приїжджає московський кореспондент писати репортаж про будівництво моста. Його зустрічі, старі знайомі, різні пригоди відбуваються з ним і на будівництві.
Основна перевага фільму це майже весь складу «Современника». Молоді актори грають дуже добре, видно їх молодий запал.

## У ролях
- Олег Даль - Юліан
- Олег Єфремов - кореспондент з Москви
- Володимир Заманський - парторг будівництва Перов
- Валентин Нікулін - машиніст паровоза Качанов
- Михайло Козаков - Мамедов
- Ігор Васильєв - Саша Малашкін
- Людмила Гурченко - Женя
- Євген Євстигнєєв - Синайський
- Петро Щербаков - інструктор райкому Пєтухов
- Віктор Павлов - Сергій
- Олег Табаков - Зайцев
- Лілія Толмачова - Валентина Перова
- Галина Волчек - Римма Синайська
- Ігор Кваша - головний інженер будівництва
- Владлен Паулус - капітан теплохода
- Галина Соколова - Віра Сапожкова
- Віктор Сергачев - Кузьмін
- Ніна Дорошина - Саша Малашкін
- Людмила Іванова - бригадирша
- Герман Коваленко
- Тетяна Лаврова - Соня Сапожкова
- Володимир Земляникин - Аркадій

## Знімальна група
- Автор сценарію: Наум Мельников,  Олег Єфремов
- Режисер:  Олег Єфремов,  Гавриїл Єгиазаров
- Оператор:  Гавриїл Єгиазаров
- Художник:  Давид Виницький

## Цікаві факти
- Фільм знімався на реальному будівництво автодорожнього мосту через Волгу у Саратові.
- В одному з кадрів миготить «Саратовський криголам» — судно колись належало  залізничної флотилії Рязано-Уральської залізниці і реально брала участь у будівлі мосту.
- Всі кадри фільму зняті в Саратові, навіть ті, в яких за сюжетом дія відбувається в Єйську. Як Єйське училища виступила школа на  Музейній площі